# Badenella
Badenella is een kevergeslacht uit de familie van de boktorren (Cerambycidae). De wetenschappelijke naam van het geslacht werd voor het eerst geldig gepubliceerd in 1964 door Lane.

## Soorten
Badenella omvat de volgende soorten:
- Badenella badeni (Bates, 1875)
- Badenella fallaciosa Lane, 1964
- Badenella gavisa (Lane, 1966)
- Badenella ignota Lane, 1964